# Nicey
Nicey is een gemeente in het Franse departement Côte-d'Or (regio Bourgogne-Franche-Comté) en telt 138 inwoners (2004). De plaats maakt deel uit van het arrondissement Montbard.

## Geografie
De oppervlakte van Nicey bedraagt 24,4 km², de bevolkingsdichtheid is 5,7 inwoners per km².
De onderstaande kaart toont de ligging van Nicey met de belangrijkste infrastructuur en aangrenzende gemeenten.

## Demografie
Onderstaande figuur toont het verloop van het inwonertal (bron: INSEE-tellingen).